# Break Your Heart
"Break Your Heart" là bài hát của ca sĩ-người viết bài hát người Anh Taio Cruz.